# Mecynometa scintillans
Mecynometa scintillans är en spindelart som beskrevs av Simon 1895. Mecynometa scintillans ingår i släktet Mecynometa och familjen käkspindlar. Inga underarter finns listade i Catalogue of Life.